# Maitum
Maitum é um município de  segunda classe de renda municipal (d) na província Sarangani, nas Filipinas. De acordo com o censo de 1 de maio  de  2020 possui uma população de 44 185 pessoas e 10 805 domicílios.